# Voûte plantaire
Pour les articles homonymes, voir Voûte.

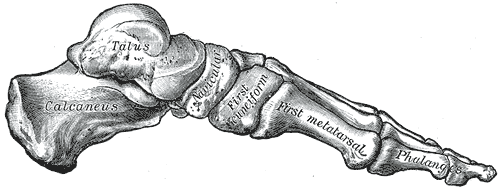
Squelette du pied, face interne.

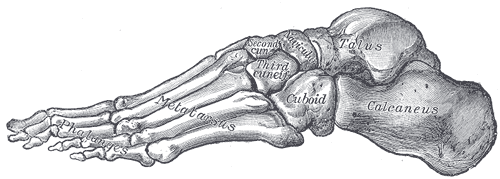
Squelette du pied, face externe.

La voûte plantaire, en anatomie humaine, est formée par une série d'arches formées par les os métatarsiens et renforcées par les muscles et ligaments du pied.
L'empreinte que laisse la plante des pieds n'est pas totale. Généralement, seuls sont visibles les orteils ainsi que le talon, reliés par une ligne mince et latérale appelée isthme.

## Voûte plantaire et bipédie
La double voûte plantaire (composée de trois arches, deux arches longitudinales, médiale (interne) et latérale (externe), et d'une arche antérieure transversale) assure la cohésion du pied et est le témoin de l'évolution adaptative de l'homme vers la bipédie. En effet, les pieds restent à plat sur le sol chez la majorité des autres primates, la voûte plantaire s'individualisant chez les hominidés.

## Appui plantaire

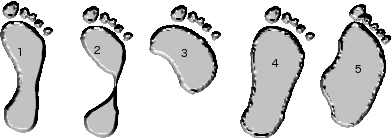
Forme d'empreinte de pied : normal (1) ; creux (2) ; pied bot varus équin (3) ; pied plat (4) ; pied bot talus valgus (5).

### Indice de l'isthme
L’appui plantaire est étudié en médecine pour l’analyse des anomalies de la statique du pied. Les différents aspects de l’empreinte lors de l’appui du pied sur un support plat et dur sont classés en trois groupes en fonction de la largeur relative de l’isthme par rapport à la largeur du pied (indice de l’isthme) :
- Pied creux : isthme réduit ou même absent par défaut d’appui du bord externe du pied (indice < 33) ;
- Pied normal : isthme dont la largeur est comprise entre le tiers et la moitié de la largeur du pied (33 < indice < 50) ;
- Pied plat : isthme de largeur supérieur à la moitié de la largeur du pied (indice > 50).

### Morphologie de la voûte plantaire
La morphologie de la voûte plantaire est différente selon les populations. Les populations mélanodermes ont un appui plantaire plus important (indice de l'isthme plus élevé) que les leucodermes, par développement des parties molles au bord interne du pied.